# Blaine (Tennessee)
Blaine is een plaats (city) in de Amerikaanse staat Tennessee, en valt bestuurlijk gezien onder Grainger County.

## Demografie
Bij de volkstelling in 2000 werd het aantal inwoners vastgesteld op 1585.
In 2006 is het aantal inwoners door het United States Census Bureau geschat op 1730, een stijging van 145 (9,1%).

## Geografie
Volgens het United States Census Bureau beslaat de plaats een oppervlakte van
22,9 km², geheel bestaande uit land.

## Plaatsen in de nabije omgeving
De onderstaande figuur toont nabijgelegen plaatsen in een straal van 16 km rond Blaine.